# Venerologie
Venerologie ist die Lehre von den sexuell übertragbaren Erkrankungen, die früher – als man (vor allem ab 1493 mit dem Aufkommen der Frambösie und der Syphilis in Europa) noch an eine alleinige Übertragungsmöglichkeit durch den Geschlechtsverkehr glaubte – als „Geschlechtskrankheiten“ bezeichnet wurden.
Das Wort Venerologie leitet sich von venereus und λόγος (lógos) ab. Das Adjektiv venereus ist humanistisches Latein, erst ab 1432 belegt, aber auch schon vorher in der Scholastik etwa von Thomas von Aquin gebraucht,
und leitet sich von lateinisch venus „Liebeslust“, „Liebesgenuss“ her. Es bedeutet „den Geschlechtsverkehr betreffend“. Das griechische Wort λόγος (lógos) bedeutet „Wort“, „Lehre“. Im medizinischen Sprachgebrauch findet sich häufig der Gebrauch des Adjektivs „venerisch“, was gleichbedeutend mit „sexuell übertragbar“ ist.
Der Begriff „venerisches Leiden“ wurde 1527 erstmals von dem französischen Arzt Jacques de Béthencourt statt der sein Land verunglimpfenden Bezeichnung „Franzosenkrankheit“ für die Syphilis (und für die lange Zeit nicht genau davon unterschiedene Gonorrhoe) verwendet.
Da sich viele der klassischen Formen dieser Erkrankungen, der so genannten „klassischen Geschlechtskrankheiten“, an der Haut manifestieren, war die Venerologie eine Domäne der Dermatologen (Hautärzte).
Davon spezialisierten sich wiederum einige auf die Untersuchung des Ejakulates, womit ein Grundstein für andrologische Abteilungen an Hautkliniken und andrologisch geschulte Dermatologen gelegt wurde, wenngleich heute auch Urologen und Internisten dieses Fachgebiet für sich beanspruchen.
Ein Venerologe ist ein Facharzt für die Behandlung von sexuell übertragbaren Krankheiten. Die offizielle Berufsbezeichnung lautet „Facharzt für Haut- und Geschlechtskrankheiten“, das Fach auch Dermatovenerologie. Die Weiterbildung zum Facharzt erfolgt in Deutschland nach der Musterweiterbildungsordnung der Bundesärztekammer verzahnt mit der Ausbildung zum Dermatologen.